# James Hutton
James Hutton (født 3. juni 1726 i Edinburgh, død 26. marts 1797) var en skotsk geolog. Han formulerede aktualitetsprincippet og etablerede den retningen indenfor geologien som kaldes plutonismen.
James Hutton regnes som grundlæggeren af den moderne geologi.
Hutton er især  kendt for beskrivelsen af begrebet inkonformitet. Dette begreb beskrev han i 1788 ud fra en geologisk lokalitet ved Siccar Point i Skotland, der populært også kaldes for Huttons inkonformitet.